# (1775) Zimmerwald
(1775) Zimmerwald es un asteroide que forma parte del cinturón de asteroides y fue descubierto por Paul Wild el 13 de mayo de 1969 desde el observatorio de Berna-Zimmerwald, Suiza.

## Designación y nombre
Zimmerwald recibió al principio la designación de 1969 JA.
Posteriormente se nombró por la localidad suiza de Zimmerwald.

## Características orbitales
Zimmerwald está situado a una distancia media del Sol de 2,602 ua, pudiendo alejarse hasta 3,085 ua y acercarse hasta 2,12 ua. Tiene una excentricidad de 0,1856 y una inclinación orbital de 12,55°. Emplea en completar una órbita alrededor del Sol 1533 días.